# Sobieszewska Pastwa

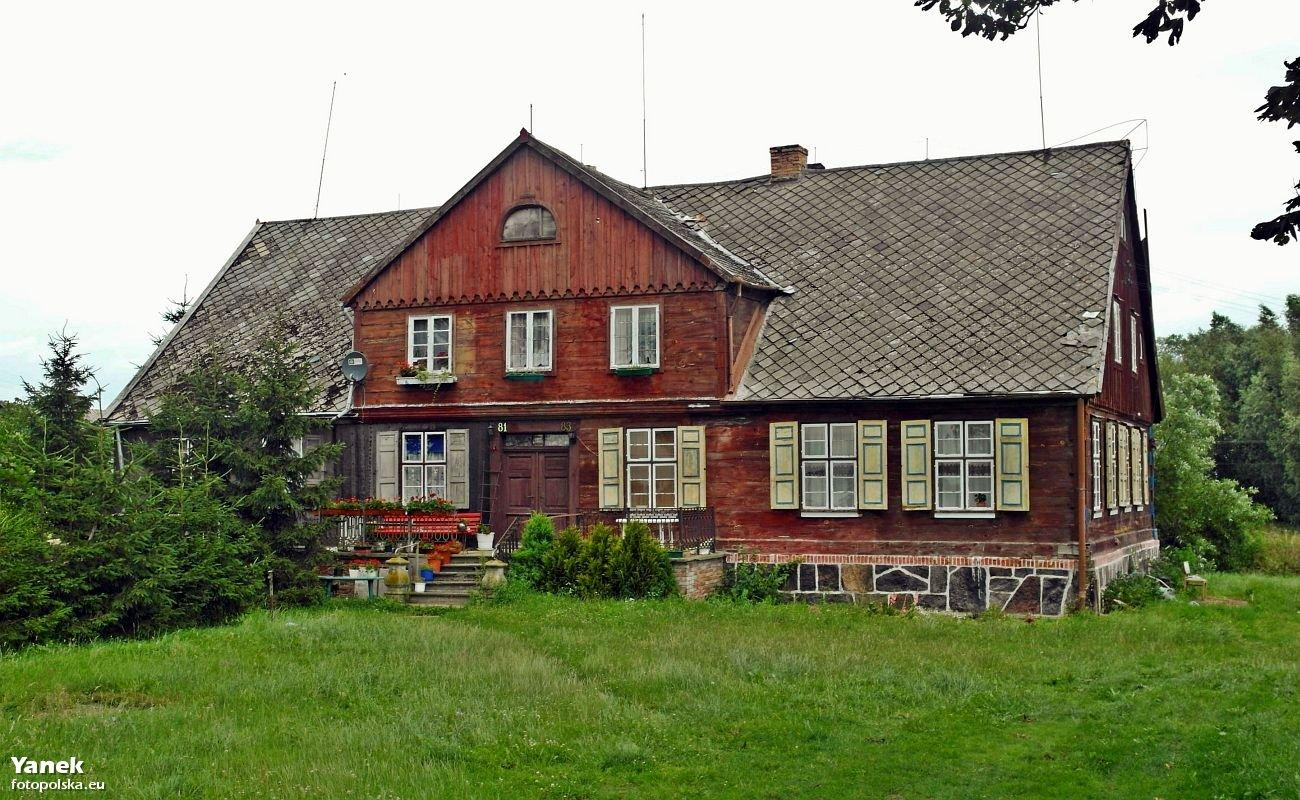
Ul. Przegalińska 81, 2012

Sobieszewska Pastwa (kaszb. Bąsôksczé Pastwiszcze, niem. Bohnsackerweide) – osiedle (dawna wieś rolnicza) w Gdańsku, na Wyspie Sobieszewskiej nad Martwą Wisłą.
Sobieszewska Pastwa została przyłączona (wraz z całą Wyspą Sobieszewską) w granice administracyjne miasta w 1973.

## Transport i Komunikacja
Z Sobieszewa jest możliwy dojazd autobusem komunikacji miejskiej (linia nr 512).
- Wyspa Sobieszewska on-line